# Tren Ligero de Campeche
El Tren Ligero de Campeche, nombre oficial del proyecto, es un sistema de transporte eléctrico tipo Autonomous Rail Rapid Transit (ART), también denominado Digital Rail Transit (DRT). Opera en la ciudad de San Francisco de Campeche como un autobús biarticulado guiado, que circula sobre carriles especiales de concreto sin utilizar vías férreas, guiado mediante sensores e imanes.
Su propósito es ser un shuttle, un transporte de conexión entre la Estación de San Francisco de Campeche del Tren Maya, con el Centro Histórico de la ciudad, ayudando a la movilidad de las personas usuarias del tren que llegan o van a la estación. Es operado por Mundo Maya, la empresa encargada de operar también el Tren Maya, y es regulado por la Agencia Reguladora del Transporte del Estado de Campeche.
Es la primera ciudad en México en implementar una flota de vehículos del tipo ART o DRT, siendo un sistema eléctrico de tránsito rápido, el cuál es guiado, semiautónomo y con preferencia de paso que no requiere de catenaria ni rieles. También es la segunda ciudad de la península de Yucatán en implementar un sistema transporte público. 
Inició operaciones el domingo 20 de julio de 2025, con un periodo de 2 semanas gratuitas, teniendo sus horarios de funcionamiento acorde a las llegadas y salidas de trenes.

## Historia

### Planeación
El 22 de diciembre de 2021, la gobernadora de Campeche, Layda Sansores, firmó un convenio de colaboración con el director de la Agencia Reguladora del Transporte Ferroviario (ARTF) David Camacho, convenio el cual buscaba impulsar el crecimiento del sector ferroviario en el estado de Campeche.
A través de la Secretaría de Infraestructura, Comunicaciones y Transportes (SICT), se solicitó 29 millones de pesos para realizar los estudios de preinversión del proyecto, el cual consistiría de una extensión de 20.7 km. Se esperaba que para construir el tren ligero se utilizara la infraestructura ferroviaria existente que corresponde a las líneas FA y FL, las cuales se encontraba en desuso. Originalmente se esperaba que el proyecto se financiara con recursos del Fondo Nacional de Infraestructura (FONADIN), pero después se anunció que su financiamiento se realizará con fondos del Gobierno Federal.
El proyecto contó con una inversión inicial de 5 mil millones de pesos y para su construcción se esperaba no habilitar nuevas vías, ya que pasaría por las antiguas vías del ferrocarril, lo cual permitiría ahorrar dinero en la construcción del proyecto. El 14 de septiembre de 2023, se anunció que el tren ya no sería más un tren ligero, sino que sería un sistema de autobuses guiado, tipo ART, esto debido a que todas las vías de ferrocarriles que pasarían por la ciudad, serían removidas para construir caminos de concreto.  Al final, el proyecto del Tren Ligero contempla un recorrido por Ermita, la colonia Centro, la avenida Héroe de Nacozari y el Malecón de Campeche. 

### Construcción
En abril de 2024, los trabajos de construcción iniciaron con la preparación del terreno en la avenida Héroe de Nacozari, donde se empezaron a retirar durmientes y la vía férrea. Por la magnitud, se previo que un considerable número de árboles y palmeras fuesen retirados, aunque en su momento no hubo información oficial al respecto con el pretexto de la veda electoral. Tras una controversia por la falta de licencias de construcción y permisos diversos como la presentación del Proyecto Ejecutivo y la Manifestación de Impacto Ambiental (MIA), se suspenderían los trabajos de construcción, los cuales se quitarían después gracias a la  resolución del Tribunal de Justicia Administrativa que suspendió la cancelación de la obra por la Alcaldía de Campeche.
Tras esto, el jefe del Centro Coordinador de Operaciones del Tren Maya de la Secretaría de la Defensa Nacional (SEDENA) Blas Andrés Núñez, cambio la fecha de inicio de operaciones del Tren Ligero en Campeche para abril de 2025.

## Parque vehicular
Se esperaba, inicialmente, que los trenes que se usarán para el proyecto fueran híbridos, lo que les permitiría que puedan ir sobre vías de ferrocarril y también sobre calles normales.
Pero tras el cambio de poner concreto en lugar de vías, se decidió por vehículos guiados, ART. Para finales de julio de 2024, la empresa CRRC llevó una unidad de demostración, utilizada en las pruebas de la línea Ecovía de Monterrey, Nuevo León, y correspondiente al proyecto de la Línea 5 del sistema Metrorrey.
Serán cinco unidades y tendrá una capacidad de 1200 pasajeros en intervalos de 30 a 15 minutos. Cada unidad tiene un diseño de tres módulos articulados para transportar a 304 personas.

## Ruta y estaciones
El recorrido del DRT-Tren Ligero de Campeche tiene una longitud de 20.7 kilómetros, iniciando su recorrido en la estación Centro Histórico, ubicado en el Malecón de Campeche, y concluyendo su recorrido en la Estación del Tren Maya de San Francisco de Campeche. Tiene un total de 15 estaciones, incluyendo el paradero de la Terminal Aérea, ubicado en el aeropuerto de Campeche.